# فرهنگ هلندی

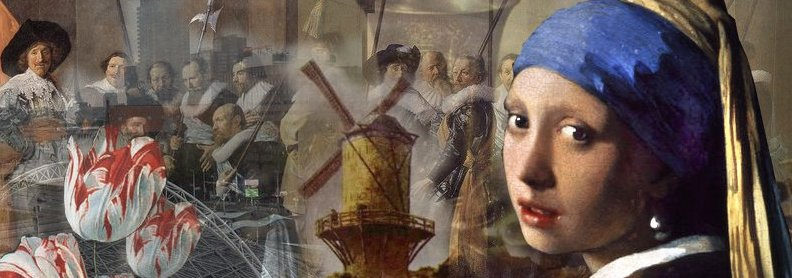
برخی از نمادهای فرهنگ هلندی در کنار هم.

فرهنگ هلندی فرهنگی متنوع و منعکس‌کننده تفاوت‌های منطقه‌ای و همچنین تأثیرات خارجی است که در طول قرن‌ها فعالیت تجاری و اکتشافی مردم هلند ایجاد شده است. هلند و مردمش مدت‌هاست که نقش مهمی به عنوان مرکز لیبرالیسم فرهنگی و مدارا ایفا می‌کنند. عصر طلایی هلند به‌طور عمومی اوج آن در نظر گرفته می‌شود.

## زبان

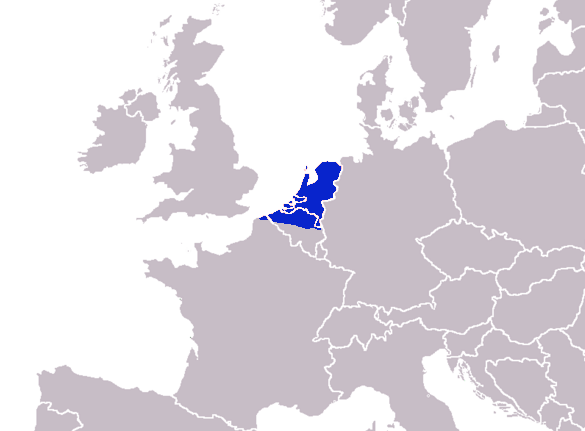
نقشه مناطق هلندی‌زبان.

زبان رسمی هلند، زبان هلندی است که تقریباً همه مردم کشور به آن صحبت می‌کنند. زبان هلندی همچنین در فلاندر و بخشی از مردم بروکسل بلژیک صحبت می‌شود. این زبان همچنین به دلیل پیشینهٔ استعماری هلند، در جزایر و مناطقی از دریای کارائیب چون آروبا، کوراسائو، سن مارتن و سورینام نیز صحبت می‌شود و رسمی است.
زبان هلندی از زبان‌های ژرمنی غربی است که از زیرشاخه زبان‌های فرانکی سفلی که حدود ۴۷۰ میلادی صحبت می‌شد سرچشمه گرفته است. زبان هلندی در قرن شانزدهم شکل نسبتاً استانداردی به خود گرفت.
زبان فریسی غربی نیز به عنوان یک زبان رسمی شناخته شده و در استان فریسلاند هلند استفاده می‌شود. علاوه بر آن، چندین گویش از ساکسونی سُفلیNedersaksisch در بیشتر مناطق شمال و شرق هلند رایج هستند و طبق منشور اروپایی به عنوان زبان‌های منطقه‌ای شناخته می‌شوند. زبان لیمبورخی نیز یکی دیگر از گویش‌های هلندی است که به عنوان زبان منطقه‌ای شناخته می‌شود و در استان لیمبورخ در جنوب شرقی هلند صحبت می‌شود. هر دوی این گویش‌ها (ساکسونی سفلی و لیمبورخی) در دو سوی مرز هلند و آلمان گسترش یافته‌اند و به یک زنجیره گویشی مشترک هلندی-آلمانی سفلی تعلق دارند.
در هلند، یادگیری زبان‌های خارجی یک سنت است: حدود ۸۹ درصد از مردم به زبان انگلیسی، ۷۰ درصد به زبان آلمانی، ۲۹ درصد به زبان فرانسوی و ۵ درصد به زبان اسپانیایی تسلط خوبی دارند.

## مذهب

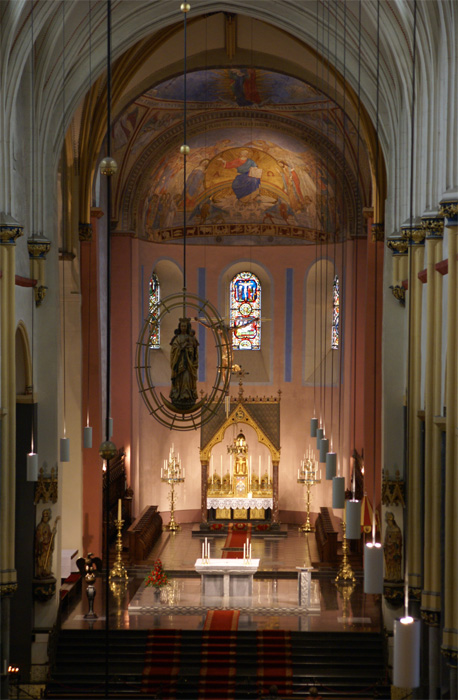
بازیلیکای سنت سرواتیوس (ساخت ۵۷۰) در ماستریخت، قدیمی‌ترین کلیسای هلند است.

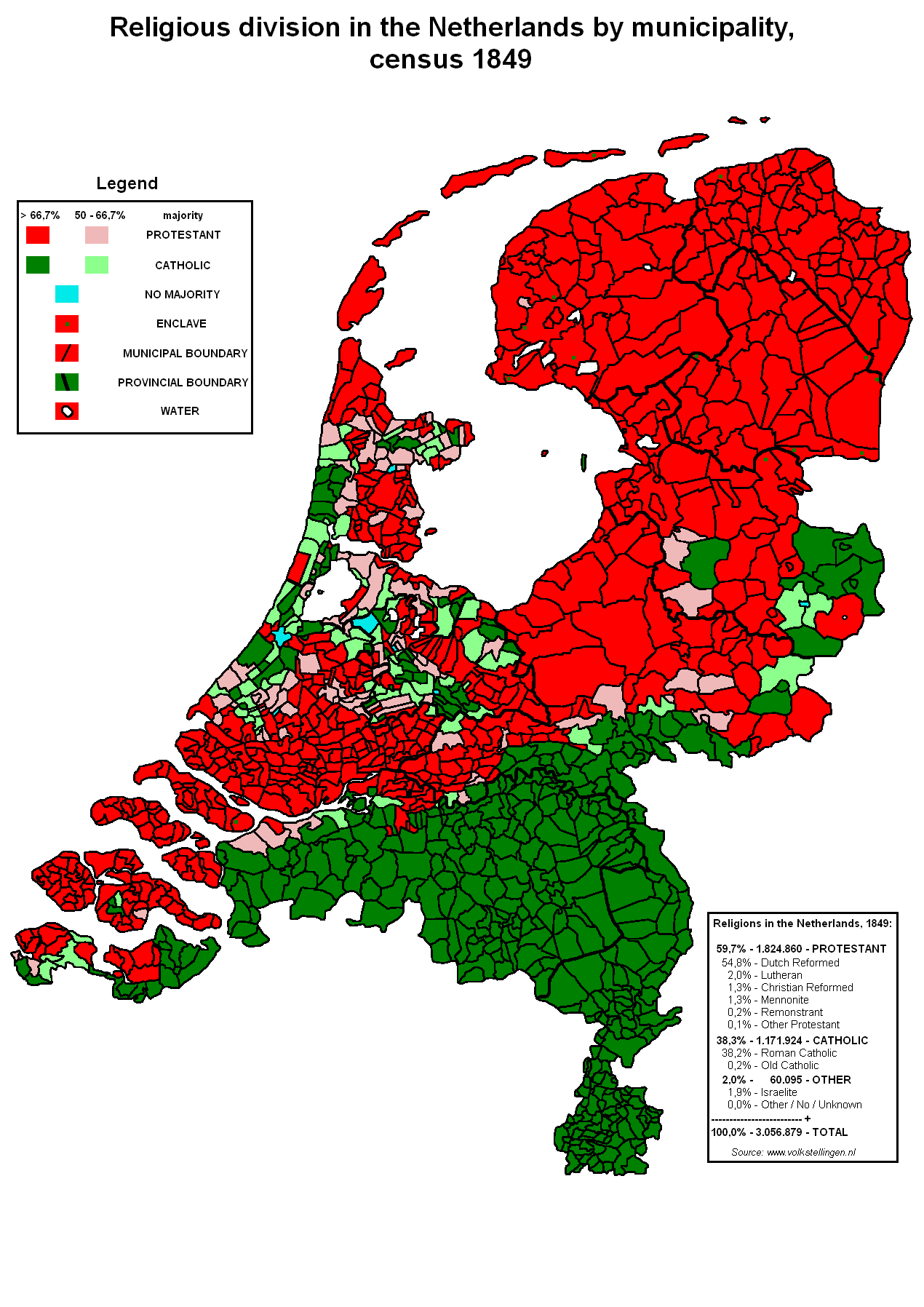
مذهب هلندی‌ها در سال ۱۸۴۹

بین مردمان سلتی و ژرمن‌ها و بعدها فاتحان رومی، تبادلات فرهنگی زیادی رخ می‌داد. مذاهب چندخدایی و اسطوره‌های این اقوام با یکدیگر ترکیب شدند و اساطیر ژرمنی، سلتی و رومی را در هم آمیختند. از قرن چهارم تا ششم میلادی، در دوره مهاجرت، گروه‌ها و قبایل کوچک سلتی-ژرمنی-رومی در کشورهای پست‌بوم (یعنی هلند، بلژیک و لوکزامبورگ) جای خود را به سه قبیله بزرگ ژرمنی دادند: فرانک‌ها، فریسی‌ها و ساکسون‌ها. حدود سال ۵۰۰ میلادی، فرانک‌ها که در ابتدا بین رودهای راین و رودخانه سم ساکن بودند، تحت رهبری کلوویس یکم به مسیحیت گرویدند. اما مسیحی شدن همه بت‌پرستان و از بین رفتن مذاهب فریسی و ساکسونی تا سال ۱۰۰۰ میلادی طول کشید، اگرچه عناصری از این مذاهب در مسیحیت محلی باقی ماند. در قرون بعدی، مسیحیت کاتولیک تنها مذهب اصلی در هلند بود. هلند که در اتحادیه اوترخت (۱۵۷۹) متحد شده بود، در سال ۱۵۸۱ و در جریان جنگ هشتادساله، استقلال خود را از اسپانیا اعلام کرد. اسپانیا در نهایت در سال ۱۶۴۸ این استقلال را به رسمیت شناخت. شورش هلندی‌ها تا حدی ریشه در مذهب داشت: در طول اصلاحات پروتستانی، بسیاری از هلندی‌ها به شاخه‌های لوتریانیسم، آناباپتیست، کالوینیسم یا منونایت از پروتستانتیسم گرویده بودند. این جنبش‌های مذهبی توسط اسپانیایی‌ها که حامی اصلاح کاتولیک بودند، سرکوب می‌شدند. پس از استقلال، هلند کالوینیسم را به عنوان دین رسمی (هرچند نه به صورت رسمی) پذیرفت، اما نسبت به پیروان سایر مذاهب نیز رواداری نشان می‌داد.
تا اواخر قرن بیستم، مسیحیت مذهب غالب در هلند بود. اگرچه تنوع مذهبی همچنان وجود دارد، اما پایبندی به مذهب کاهش یافته است. در سال ۲۰۰۶ میلادی، ۳۴ درصد از مردم هلند خود را مسیحی می‌دانستند، اما این رقم در سال ۲۰۱۵ به حدود ۲۵ درصد کاهش یافت که شامل ۱۱٫۷ درصد کاتولیک‌های رومی، ۸٫۶ درصد پیروان کلیسای پروتستان و ۴٫۲ درصد پیروان دیگر فرقه‌های کوچک مسیحی می‌شد. همچنین، ۵ درصد از جمعیت این کشور مسلمان و ۲ درصد پیرو هندوئیسم یا بودیسم بودند که این آمار بر اساس مصاحبه‌های دانشگاه‌های رادبود و دانشگاه آزاد آمستردام به دست آمده است. در سال ۲۰۱۵، حدود ۶۷٫۸ درصد از مردم هلند خود را بی‌دین می‌دانستند که این رقم در مقایسه با سال‌های ۲۰۰۶ (۶۱ درصد)، ۱۹۹۶ (۵۳ درصد)، ۱۹۷۹ (۴۳ درصد) و ۱۹۶۶ (۳۳ درصد) افزایش داشته است. سازمان برنامه‌ریزی اجتماعی و فرهنگی هلندSCP پیش‌بینی می‌کند که تعداد هلندی‌های بی‌دین در سال ۲۰۲۰ به ۷۲ درصد برسد.
اکثریت مردم هلند معتقدند که دین نباید در سیاست و آموزش دخالت داشته باشد. در این کشور همچنین دین به عنوان یک عامل پیوند اجتماعی کمتر به‌شمار می‌آید و بیشتر یک موضوع شخصی تلقی می‌شود که نباید در جامعه تبلیغ شود. قانون اساسی هلند آزادی آموزش را تضمین می‌کند، به این معنی که تمام مدارسی که معیارهای عمومی کیفیت را رعایت می‌کنند، بودجه دولتی یکسانی دریافت می‌کنند، از جمله مدارسی که بر اساس اصول مذهبی گروه‌های مذهبی (به ویژه کاتولیک‌های رومی و پروتستان‌های مختلف) تأسیس شده‌اند. سه حزب سیاسی در پارلمان هلند (حزب دموکرات مسیحی هلند و دو حزب کوچک‌تر کریستن‌اونی و اس‌خ‌پ) بر اساس اعتقادات مسیحی شکل گرفته‌اند. چندین تعطیلات مذهبی مسیحی جزو تعطیلات رسمی کشور هستند (کریسمس، عید پاک، عید پنجاهه و عروج عیسی). در اواخر سده نوزدهم، با رشد سکولاریسم، لیبرالیسم و سوسیالیسم، خداناباوری نیز افزایش یافت. در دهه‌های ۱۹۶۰ و ۱۹۷۰، پروتستانتیسم و کاتولیک به‌طور قابل توجهی رو به افول گذاشتند. اما یک استثنا وجود داشت: اسلام که در نتیجه مهاجرت افراد از کشورهای مسلمان به هلند، رشد چشمگیری داشت. از سال ۲۰۰۰، به دلیل افراط‌گرایی اسلامی، توجه به دین افزایش یافته است. اسلام جزئی از هویت، فرهنگ یا سنت هلندی نیست. در سال ۲۰۱۳ یک کاتولیک به عنوان ملکه همسر انتخاب شد.
بر اساس یک نظرسنجی در دسامبر ۲۰۱۴ توسط دانشگاه آزاد آمستردام، برای اولین بار تعداد خداناباوران (۲۵٪) در هلند از خداباوران (۱۷٪) پیشی گرفت. اکثریت جمعیت را ندانم‌گرا‌ها (۳۱٪) و ایده‌گرا‌ها (۲۷٪) تشکیل می‌دهند. خداناباوری، ندانم‌گرایی و خداناباوری مسیحی در حال افزایش هستند و به‌طور گسترده پذیرفته شده‌اند و دیگر بحث‌برانگیز نیستند. در میان مسیحیان نیز درصد بالایی از خداناباوران، ندانم‌گرا‌ها و ایده‌گرا‌ها وجود دارند، زیرا وابستگی به یک فرقه مسیحی در مناطق مختلف هلند بیشتر به عنوان یک هویت فرهنگی مطرح است. در سال ۲۰۱۵، اکثریت قریب به اتفاق مردم هلند (۸۲٪) اعلام کردند که هرگز یا به ندرت به کلیسا نرفته‌اند و ۵۹٪ گفتند که هرگز به هیچ کلیسایی نرفته‌اند. از میان کل پاسخ‌دهندگان، ۲۴ درصد خود را خداناباور می‌دانستند که در مقایسه با مطالعه مشابه در سال ۲۰۰۶، ۱۱ درصد افزایش داشته است. طبق تحقیقات سال ۲۰۱۵، رشد مورد انتظار معنویت‌گراییietsism متوقف شده است. در سال ۲۰۰۶، ۴۰ درصد از پاسخ‌دهندگان خود را معنوی می‌دانستند، اما این رقم در سال ۲۰۱۵ به ۳۱ درصد کاهش یافته است. همچنین، تعداد کسانی که به وجود یک نیروی برتر اعتقاد داشتند، از ۳۶ درصد به ۲۸ درصد کاهش یافته است.
در حال حاضر، در میان افراد دین‌دار کشور، مسیحیت بزرگ‌ترین دین در هلند است. استان‌های برابانت شمالی و لیمبورخ از نظر تاریخی به شدت کاتولیک‌های رومی بوده‌اند و برخی از مردم آنها هنوز ممکن است کلیسای کاتولیک را به عنوان پایه‌ای برای مسیحی فرهنگی خود بدانند. پروتستانتیسم در هلند شامل تعدادی کلیسا در سنت‌های مختلف است. بزرگ‌ترین آنها کلیسای پروتستانPKN است، یک کلیسای متحد که گرایش کالوینیسم و لوتریانیسم دارد. این کلیسا در سال ۲۰۰۴ به عنوان ادغام کلیسای اصلاح‌شده هلندی، کلیسای اصلاح‌شده هلند و یک کلیسای لوتری کوچک‌تر تشکیل شد. چندین کلیسای ارتدوکس اصلاح‌شده و لیبرال در کلیسای پروتستان ادغام نشدند. اگرچه در کل هلند، مسیحیت به یک اقلیت تبدیل شده است، اما هلند یک نوارهٔ مذهبی از زیلاند تا بخش‌های شمالی استان اُفِرَیسِل دارد که در آن اعتقادات پروتستان (به ویژه اصلاح‌شده) قوی باقی مانده است و حتی در شوراهای شهرداری اکثریت دارد.
اسلام دومین دین بزرگ در این کشور است. در سال ۲۰۱۲، حدود ۸۲۵ هزار مسلمان در هلند وجود داشت که ۵ درصد از جمعیت کشور را شامل می‌شد. تعداد مسلمانان از دهه ۱۹۶۰ در نتیجه تعداد زیادی از کارگران مهاجر افزایش یافت. اینها شامل مهاجرانی از امپراتوری هلند سابق، مانند سورینام و اندونزی، اما عمدتاً کارگران مهاجر از ترکیه و مراکش بودند. در طول دهه ۱۹۹۰، پناهندگانی نیز از کشورهایی مانند بوسنی و هرزگوین، ایران، عراق، سومالی و افغانستان وارد شدند.
سایر ادیان حدود ۶ درصد از مردم هلند را تشکیل می‌دهند. هندوئیسم یک دین اقلیت در هلند است که حدود ۲۱۵۰۰۰ پیرو دارد (کمی بیش از ۱٪ از جمعیت). بیشتر اینها هندی‌های سورینام هستند. جمعیت قابل توجهی از مهاجران هندو از هند و سری‌لانکا و برخی از پیروان غربی جنبش‌های مذهبی جدید مانند انجمن بین‌المللی آگاهی کریشنا نیز وجود دارند. تخمین زده می‌شود ۲۵۰ هزار فرد با جذب‌شده با اندیشه‌های بودایی در هلند وجود دارد. حدود ۴۵۰۰۰ یهودی در هلند وجود دارد.

## نگارگری
نقاشی در عصر طلایی هلند، در قرن هفدهم به اوج خود رسید و در جهان بسیار مورد تحسین قرار گرفت. در این دوره، تعداد نقاشی‌های تولید شده بسیار زیاد بود، به طوری که قیمت‌ها به‌شدت کاهش یافت. از دهه ۱۶۲۰، نقاشی هلندی از سبک باروک روبنس در منطقه فلاندر فاصله گرفت و به سمت سبکی واقع‌گرایانه‌تر حرکت کرد که به تصویر کشیدن دنیای واقعی می‌پرداخت. این نقاشی‌ها شامل موضوعات تاریخی، پرتره، مناظر طبیعی و شهری، طبیعت بی‌جان و زندگی روزمره می‌شد. در چهار مورد آخر، نقاشان هلندی سبک‌هایی را ایجاد کردند که برای دو قرن بعد الهام‌بخش هنرمندان اروپایی بود. این نقاشی‌ها اغلب حاوی پیام‌های اخلاقی بودند. عصر طلایی هلند پس از حمله فرانسه در سال ۱۶۷۲، دیگر هرگز به اوج خود بازنگشت، هرچند تا حدود سال ۱۷۱۰ دوره افول آن ادامه داشت.
نقاشان هلندی، به خصوص در استان‌های شمالی، با به تصویر کشیدن صحنه‌های صمیمی سعی می‌کردند احساسات بیننده را برانگیزند. چهره‌نگاری در قرن هفدهم در هلند بسیار محبوب بود و افراد ثروتمند سفارش‌های زیادی برای کشیدن پرتره‌هایشان می‌دادند. پرتره‌های گروهی نیز اغلب توسط اعضای برجسته گارد شهری، هیئت امنا و افراد مشابه سفارش داده می‌شد. در این پرتره‌ها، هر فرد هزینه سهم خود را پرداخت می‌کرد و جایگاه هرکس در تصویر با توجه به مبلغ پرداختی تعیین می‌شد. برای مثال، در تابلوی «نگهبان شب» اثر رامبرانت، کسانی که پول بیشتری پرداخت کرده بودند، در جلو و با لباس کامل و تمام‌قد کشیده شده‌اند، در حالی که کسانی که کمتر پرداخت کرده بودند، فقط صورتشان در پشت گروه دیده می‌شود. گاهی همه مبلغ یکسانی پرداخت می‌کردند که در این صورت، اگر بعضی‌ها جایگاه بهتری در تصویر می‌گرفتند، ممکن بود باعث اختلاف شود. در این نقاشی‌ها، اغلب از نمادها برای بیان مفاهیم عمیق‌تر استفاده می‌شد. بسیاری از نقاشی‌های این سبک که در نگاه اول فقط زندگی روزمره را نشان می‌دادند، در واقع حاوی ضرب‌المثل‌ها و گفته‌های هلندی یا پیام‌های اخلاقی بودند که امروزه درک آنها چندان آسان نیست. موضوعات مورد علاقه در مناظر هلندی شامل تپه‌های شنی در امتداد ساحل غربی، رودخانه‌ها با چمنزارهای پهناور اطرافشان که محل چرای گاوها بود و اغلب تصویری از یک شهر در دوردست، می‌شد.

ونسان ون گوگ، شب پرستاره، ۱۸۸۹، موزه هنر مدرن، نیویورک.

مکتب لاهه در آغاز قرن نوزدهم شکل گرفت. هنرمندان این مکتب تمام زوایای تاریک و روشن چشم‌اندازهای هلند و همه سنگینی‌ها و شفافیت‌های جو آن را به تصویر کشیدند. امپرسیونیسم آمستردام در میانه قرن نوزدهم و تقریباً همزمان با امپرسیونیسم (دریافتگری) در اروپا رواج یافت. نقاشان این مکتب، برداشت‌های شخصی خود را با ضربات سریع و آشکار قلم‌مو بر روی بوم ثبت می‌کردند و بر نمایش زندگی روزمره شهری تمرکز داشتند. آمستردام در اواخر قرن نوزدهم، مرکز پر جنب و جوشی برای هنر و ادبیات بود. ونسان ون گوگ، نقاش پست‌امپرسیونیسم (پسادریافتگری)، با آثار برجسته‌اش که به خاطر زیبایی خشن، صداقت عاطفی و رنگ‌های جسورانه‌شان شناخته می‌شوند، تأثیر عمیقی بر هنر قرن بیستم گذاشت. در قرن بیستم، هلند هنرمندان و نقاشان برجسته‌ای مانند رولوف فرانکوت، سالومون خارف، پیکه کخ و بسیاری دیگر را به جهان معرفی کرد. در حدود سال‌های ۱۹۰۵ تا ۱۹۱۰، نقطه‌چینی در هلند شکوفا شد. بین سال‌های ۱۹۱۱ تا ۱۹۱۴، جدیدترین جنبش‌های هنری مانند کوبیسم (حجم‌گرایی)، فوتوریسم (آینده‌گری) و اکسپرسیونیسم (هیجان‌نمایی) یکی پس از دیگری وارد هلند شدند. پس از جنگ جهانی اول، پیت موندریان جنبش د استیل (به معنای "سبک") را رهبری کرد و هنری ناب را ترویج داد که تنها شامل خطوط عمودی و افقی و استفاده از رنگ‌های اصلی بود.

## معماری

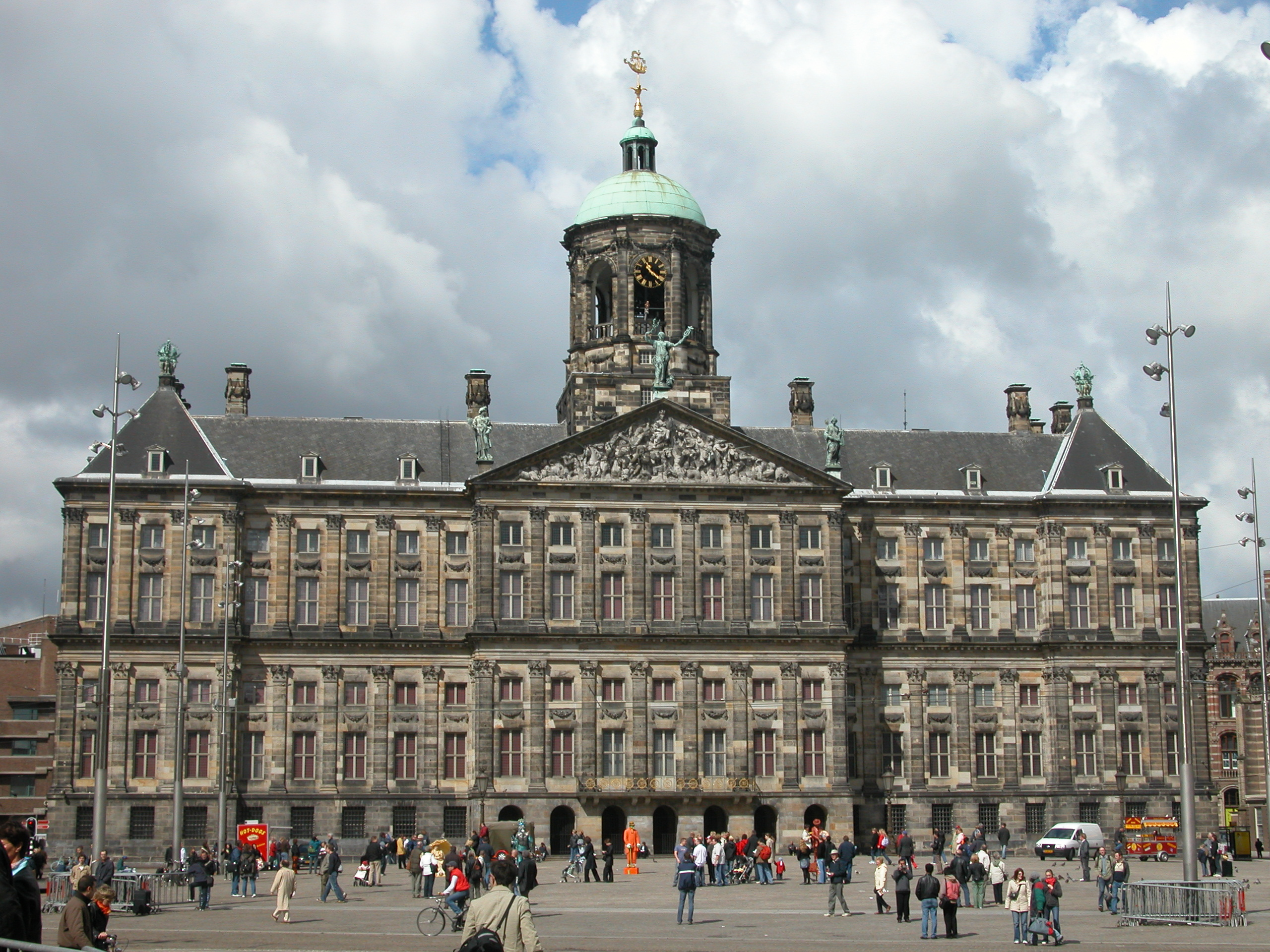
کاخ سلطنتی، اثر یاکوب فان کامپن.

دوران طلایی هلند تقریباً تمام سده هفدهم میلادی را در بر می‌گیرد. در این دوران، به دلیل رونق اقتصادی، شهرها به سرعت گسترش یافتند. تالارهای شهر و انبارهای جدید ساخته شد و کانال‌های زیادی در داخل و اطراف شهرهایی مثل دلفت، لیدن و آمستردام برای مقاصد دفاعی و حمل‌ونقل حفر شد. بسیاری از بازرگانان ثروتمند در کنار این کانال‌ها خانه‌های جدید ساختند. این خانه‌ها معمولاً بسیار باریک بودند و نماهای تزیین‌شده‌ای داشتند که نشان‌دهنده جایگاه اجتماعی جدید صاحبانشان بود. دلیل باریک بودن خانه‌ها این بود که مالیات بر اساس عرض نمای ساختمان محاسبه می‌شد. معماری اولین جمهوری در شمال اروپا با سادگی و خویشتن‌داری شناخته می‌شد و با الهام گرفتن از اروپای دوران باستان، ارزش‌های دموکراتیک را بازتاب می‌داد. به‌طور کلی، معماری در کشورهای سفلی (مناطق پست)، چه در هلند اسپانیا تحت تأثیر اصلاح کاتولیک و چه در شمال تحت سلطه پروتستانتیسم، به شدت تحت تأثیر معماری رنسانس شمال ایتالیا و سبک‌های تکلف‌گرایی بود که پیش از سبک معماری باروک رم فرانچسکو بورومینی و جان لورنتسو برنینی رواج داشت. در مقابل، سبک ساده‌تر معماری در جمهوری هلند برای ساختمان‌های مهم دولتی و کاخ‌های دودمان اورانیه-ناسائو مناسب بود و تحت تأثیر سبک ضد اصلاحات که در آنتورپ رواج داشت، قرار نگرفت. در پایان قرن نوزدهم، یک جریان قابل توجه معماری نئوگوتیک در معماری کلیساها و ساختمان‌های عمومی پدید آمد، به‌ویژه با الهام از معمار فرانسوی اوژن ویوله-لو-دوک توسط پیر کایپرش، معمار کاتولیک رومی. موزه ملی آمستردام (۱۸۷۶–۱۸۸۵) و ایستگاه مرکزی آمستردام (۱۸۸۱–۱۸۸۹) از جمله ساختمان‌های اصلی او هستند.

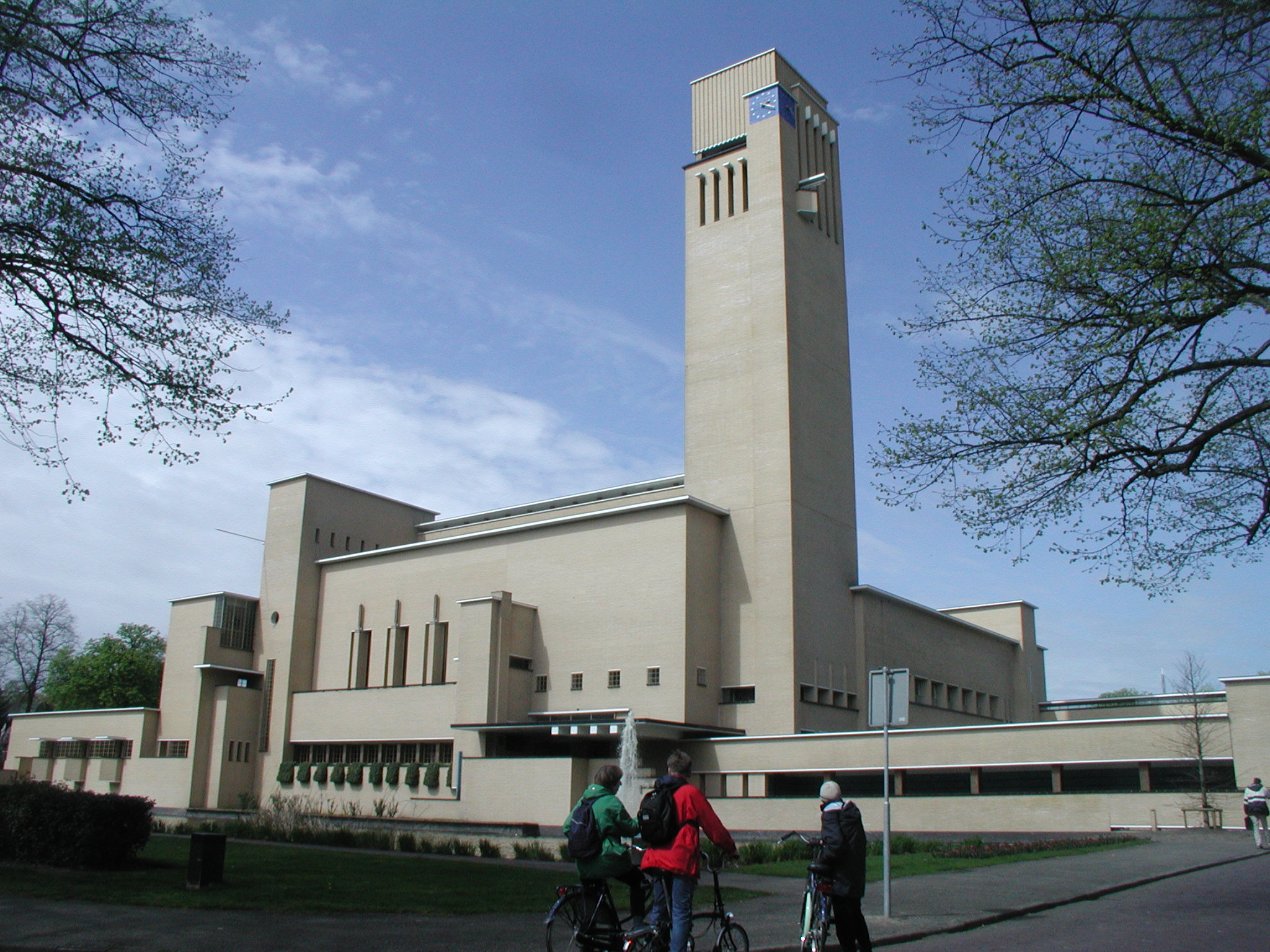
ساختمان شهرداری هیلفرسوم، اثر ویلم مارینوس دودک

در طول قرن بیستم، معماران هلندی نقش مهمی در پیشرفت معماری مدرن ایفا کردند. در اوایل قرن بیستم، از دل معماری خِرَدگرای هندریک پتروس برلاخه، معمار بورس برلاخه، سه گروه مختلف در دهه ۱۹۲۰ پدید آمدند که هر کدام دیدگاه خاص خود را دربارهٔ مسیر آینده معماری مدرن داشتند. معماران اکسپرسیونیست مانند ام. دکلرک و پ. یی کرامر در آمستردام (به مکتب آمستردام مراجعه کنید)، معماران کارکردگرا در سبک معماری نوNieuwe Zakelijkheid یا Nieuwe Bouwen مانند مارت استام، ال.سی. فان‌در فلوخت، ویلم مارینوس دودک و یوهانس دایکر که ارتباط خوبی با گروه مدرنیست بین‌المللی کنگره بین‌المللی معماری مدرن داشتند، و گروه سوم که از دل جنبش د استیل بیرون آمدند و شامل ی.ی.پ. آود و خریت ریتفلد می‌شدند. هر دو معمار اخیر بعدها به سبک کارکردگرایی روی آوردند. در دهه‌های ۱۹۵۰ و ۱۹۶۰، نسل جدیدی از معماران مانند آلدو وان آیک، ی.ب. باکما و هرمان هرتزبرخر که به «نسل انجمن» (به نام مجله‌ای با عنوان فوروم) معروف بودند، با گروه‌های بین‌المللی مانند تیم ۱۰ ارتباط برقرار کردند. از دهه ۱۹۸۰ تا به امروز، رم کولهاس و دفتر معماری کلان‌شهریOMA او به یکی از معماران برجسته جهان تبدیل شده‌اند و نسل جدیدی از معماران هلندی را تربیت کرده‌اند که در سنت مدرنیستی فعالیت می‌کنند.

## ادبیات
ادبیات هلندی در سده‌های میانه (قرون وسطی) عمدتاً شامل متون مذهبی، حماسه‌های قهرمانانه و شعرهای عاشقانه بود. از مهم‌ترین آثار این دوره می‌توان به «کارل و الخاست»Karel ende Elegast اشاره کرد که داستانی حماسی دربارهٔ وفاداری و شجاعت است. همچنین، «بئاتریس»Beatrijs یک داستان عاشقانه مذهبی است که به موضوع توبه و رستگاری می‌پردازد.
قرن هفدهم میلادی، به عنوان عصر طلایی هلند شناخته می‌شود و در این دوره ادبیات هلندی به اوج شکوفایی خود رسید. در این دوران، نویسندگان و شاعران بزرگی ظهور کردند که آثارشان تأثیر عمیقی بر ادبیات بعد از خود گذاشت. از جمله این افراد می‌توان به یوست فان دن فوندل، شاعر و نمایش‌نامه‌نویس برجسته، و پیتر کورنلیس‌زون هوفت، شاعر، مورخ و نمایش‌نامه‌نویس اشاره کرد. آثار این دو نویسنده، به ویژه نمایش‌نامه‌هایشان، هنوز هم در هلند و سایر کشورها اجرا می‌شوند.
در قرن نوزدهم، ادبیات هلندی تحت تأثیر جنبش رمانتیسیسم قرار گرفت و نویسندگانی مانند مولتاتولیMultatuli با آثار انتقادی خود به مسائل اجتماعی و سیاسی پرداختند. در سده بیستم، نویسندگان هلندی به سبک‌های مختلفی روی آوردند و آثارشان بازتابی از تحولات اجتماعی و فرهنگی آن دوران بود. از جمله نویسندگان مطرح این دوره می‌توان به هاری مولیشHarry Mulisch، نویسنده رمان‌های فلسفی و تاریخی، و کیس نوته‌بومCees Nooteboom، نویسنده رمان‌ها و سفرنامه‌های تحسین‌شده اشاره کرد.
ادبیات معاصر هلند همچنان پویا و متنوع است و نویسندگان جوان و با استعدادی در این عرصه فعالیت می‌کنند. از جمله نویسندگان مطرح معاصر می‌توان به آرنون خرون‌برخArnon Grunberg، نویسنده رمان‌های جنجالی و طنزآمیز، و توم لانویهTom Lanoye، نویسنده رمان‌ها، شعرها و نمایش‌نامه‌های تحسین‌شده اشاره کرد.
شعر نیز جایگاه ویژه‌ای در ادبیات هلندی داشته است. در قرن بیستم، جنبش‌های شعری مختلفی در هلند شکل گرفت که از مهم‌ترین آنها می‌توان به جنبش «پنجاهی‌ها»Vijftigers اشاره کرد. این شاعران با استفاده از زبان و فرم‌های جدید، شعر هلندی را متحول کردند. از جمله شاعران برجسته این جنبش می‌توان به لوسبرتLucebert و خریت کاونارGerrit Kouwenaar اشاره کرد.
هلند همچنین دارای سنت غنی ادبیات کودکان و نوجوانان است. آنی ام.جی. اشمیت، نویسنده کتاب‌های محبوب «ییپ و یانکه»Jip en Janneke، و تونکه دراختTonke Dragt ، نویسنده رمان‌های فانتزی و ماجراجویانه، از جمله نویسندگان برجسته این حوزه هستند.
هلند دارای چندین جایزه ادبی معتبر است که به نویسندگان و شاعران برتر اعطا می‌شود. جایزه پی.سی. هوفتP.C. Hooftprijs یکی از مهم‌ترین جوایز ادبی هلند است که به نویسندگان برجسته در زمینه‌های مختلف ادبی اهدا می‌شود. جایزه ادبی لیبریسLibris Literatuurprijs نیز به بهترین رمان هلندی سال تعلق می‌گیرد.

### کتاب‌های مصور
هلندی‌ها همچنین سنت کتاب‌های مُصَوَّر (کمیک) متمایزی دارند. اگرچه کامیکس فرانسوی-بلژیکی، فلاندری و کمیک‌های آمریکایی در کشور محبوب‌اند، اما آنها کمیک‌های خود را نیز خلق کرده‌اند. به عنوان مثال می‌توان به مأمور ۳۲۷ و استورم، نوشته مارتین لودیویک و جک، جکی و نوجوانان اثر یان کرایس، و همچنین کارتون‌هایی با سبک ادبی‌تر، مانند سری وایکینگ‌ها اریک اثر هانس خی. کرسه و توم پوس و آقا زنبوره اثر مارتن توندر اشاره کرد. عشق این ملت به فوتبال در کمیک‌هایی مانند رول دیکسترا و اف. سی کنوده نیز نمود یافته است.
مجموعه کتاب‌های کمیک کودکان میفی (Miffy، به هلندی: Nijntje) اثر دیک برونا به بیش از ۵۰ زبان منتشر شده است و بیش از ده سال پیش از هلو کیتی که به‌طور مشابه کشیده شده است، منتشر شده است.

## رقص و موسیقی

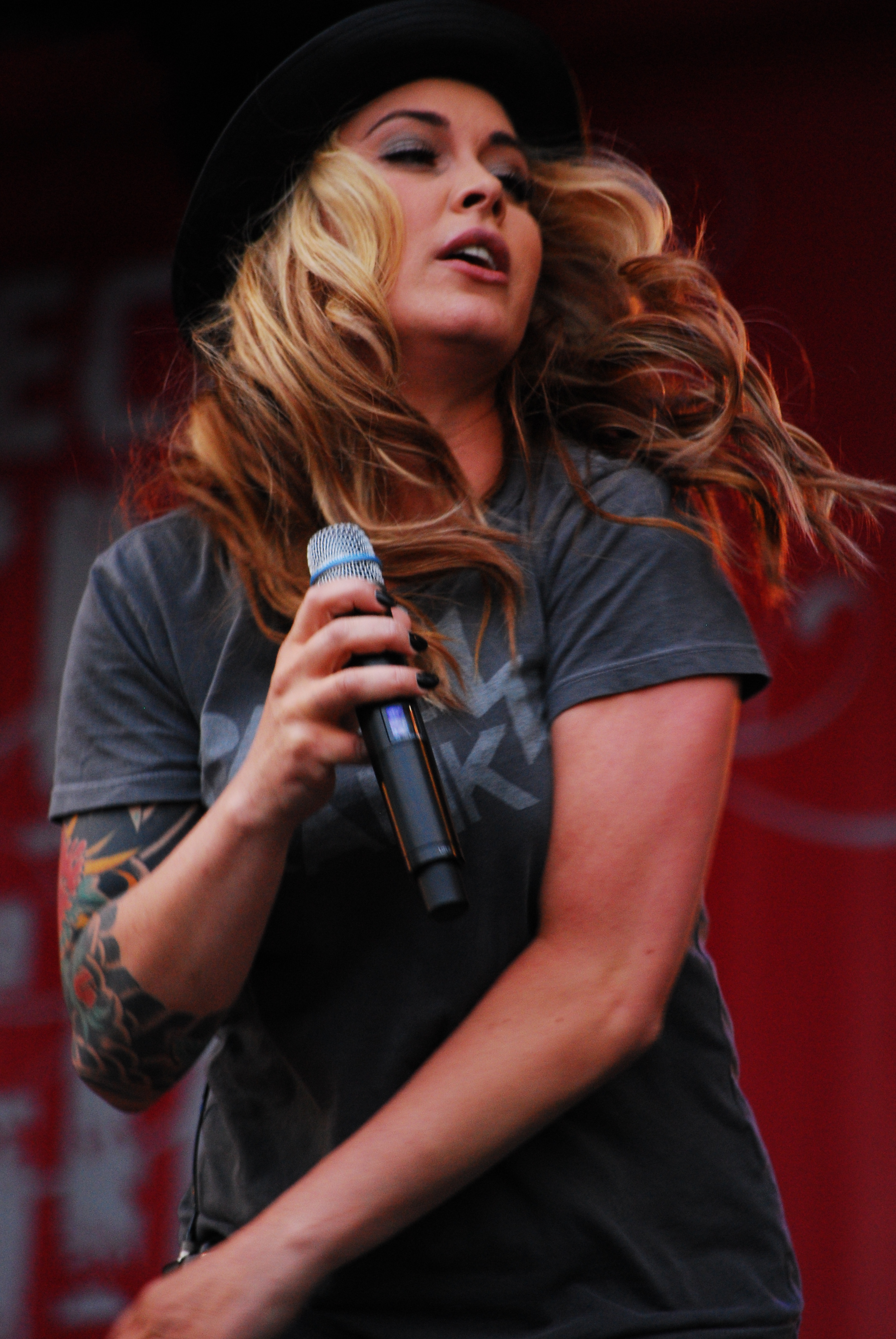
آنوک، خواننده هلندی راک در جشنواره موندیال. ۲۰۰۸.

هلند سنت‌های موسیقی متنوعی دارد، از موسیقی فولک و رقص گرفته تا موسیقی کلاسیک و باله. موسیقی سنتی هلندی با عنوان «لِیفِنس‌لید»levenslied شناخته می‌شود، به معنای «ترانهٔ زندگی»، که تا حدی با شانسون فرانسوی یا موسیقی اشلاگر آلمانی قابل مقایسه است. این آهنگ‌ها معمولاً دارای ملودی و ریتم ساده و ساختار سرراستی از دوبیتی‌ها و ترجیع‌بندها هستند. مضامین این آهنگ‌ها می‌تواند سبک باشد، اما اغلب احساسی است و شامل عشق، مرگ و تنهایی می‌شود. سازهای موسیقی سنتی مانند آکوردئون و ارغنون بشکه‌ای از عناصر اصلی موسیقی لیفنس‌لید هستند، اگرچه در سال‌های اخیر، بسیاری از هنرمندان از سینتی‌سایزر و گیتار نیز استفاده می‌کنند. هنرمندان این سبک شامل یان اسمیت، فرانس باور و هنرمند درگذشته، آندره هازس، هستند.
هلند بیش از اکثر کشورهای غیر انگلیسی زبان اروپایی، از دهه ۱۹۵۰ با روندهای موسیقایی ایالات متحده و بریتانیا همگام بوده است. موسیقی راک و موسیقی پاپ هلندی معاصر (معروف به نیدرپوپNederpop) در دهه ۱۹۶۰ پدیدار شد و تحت تأثیر شدید موسیقی پاپ ایالات متحده آمریکا و بریتانیا قرار گرفت. در دهه‌های ۱۹۶۰ و ۱۹۷۰، اشعار بیشتر به زبان انگلیسی بودند و برخی از آهنگ‌ها بی‌کلام بودند. گروه‌هایی مانند شاکینگ بلو، گلدن ایرینگ و فوکوس از موفقیت بین‌المللی برخوردار شدند. از دهه ۱۹۸۰، موسیقی‌دانان پاپ بیشتری تحت تأثیر موفقیت عظیم گروه دو مرDoe Maar، شروع به کار به زبان هلندی کردند. امروزه، راک و پاپ هلندی در هر دو زبان شکوفا شده است و برخی از هنرمندان به هر دو زبان ضبط می‌کنند.
گروه‌های سمفونیک متال فعلی اپیکا و ویثین تمپتیشن، و همچنین خواننده جاز/پاپ کارو امرالد تا حدی در سطح بین‌المللی موفق هستند. از نمادهای محلی معاصر می‌توان به خواننده راک آنوک، خواننده پاپ کانتری ایلسه دلانگه، گروه راک کینKane و گروه هلندی‌زبان نیک ان سیمون اشاره کرد.
در اوایل دهه ۱۹۹۰ موسیقی هاوس هلندی و بلژیکی در پروژه یورودنس آنلیمیتد ۲ گرد هم آمدند. این گروه با فروش ۱۸ میلیون نسخه، دو خواننده این گروه را به موفق‌ترین هنرمندان موسیقی هلندی تا به امروز تبدیل کرد. آهنگ‌هایی مانند "Get Ready for This" همچنان از آهنگ‌های محبوب رویدادهای ورزشی ایالات متحده مانند لیگ ملی هاکی هستند. در اواسط دهه ۱۹۹۰ موسیقی هیپ هاپ هلندی (معروف به نیدرهوپNederhop) نیز به بلوغ رسید و در هلند و بلژیک محبوب شد. در قرن بیست و یکم، هنرمندان شهروند هلند از تبار شمال آفریقا، کارائیب و خاورمیانه عمیقاً بر این سبک تأثیر گذاشته‌اند.
از دهه ۱۹۹۰، موسیقی رقص الکترونیک (EDM) هلندی در اشکال مختلف، از موسیقی ترنس، تکنو و خابرGabber تا هاردستایل، در کشروهای مختلف معروف شده است. برخی از بهترین دی‌جی‌های موسیقی رقص دنیا از هلند هستند، از جمله آرمین ون بورن، تییستو، هاردول، مارتین گریکس و افروجک؛ که چهار نفر اول توسط مجله دی‌جی به عنوان بهترین در جهان رتبه‌بندی شده‌اند. رویداد رقص آمستردام (ADE) پیشروترین گردهمایی موسیقی الکترونیک جهان و بزرگ‌ترین جشنواره باشگاهی برای بسیاری از زیرژانرهای الکترونیکی در این سیاره است. این هنرمندان همچنین به‌طور قابل توجهی به موسیقی پاپ جریان اصلی که در سراسر جهان پخش می‌شود، کمک می‌کنند، زیرا آنها اغلب با بسیاری از هنرمندان برجسته همکاری و تولید می‌کنند.
در موسیقی کلاسیک، یان پیترسون سویلینک به عنوان مشهورترین آهنگساز هلندی شناخته می‌شود، و لوئیس آندریسن نیز در میان مشهورترین آهنگسازان کلاسیک زنده هلندی قرار دارد. از رهبران ارکستر هلندی مشهور در گذشته و حال می‌توان به ویلم مینگل‌برخ، ادوارد فان بینوم، برنارد هایتینک، ژاک فان استین و یاپ فان زویدن اشاره کرد. ژانینه یانسن و آندره ریو از ویولونیست‌های برجسته هستند. دومی، به همراه ارکستر یوهان اشتراوس خود، موسیقی کلاسیک و والس را در تورهای جهانی اجرا کرده است، که اندازه و درآمد آن تنها در بزرگ‌ترین اجراهای موسیقی راک و پاپ جهان دیده می‌شود. تالار کنسرت آمستردام (تکمیل شده در سال ۱۸۸۸) مقر اصلی ارکستر سمفونیک سلطنتی است که یکی از بهترین ارکسترهای جهان محسوب می‌شود و گاهی اوقات به عنوان بهترین ارکستر انتخاب شده است.
آروبا و پنج جزیره اصلی آنتیل هلند بخشی از زنجیره جزایر آنتیل کوچک هستند. موسیقی آنها ترکیبی از عناصر بومی، آفریقایی و هلندی است و با روندهای جزایر همسایه مانند باربادوس، مارتینیک، ترینیداد و توباگو و گوادلوپ و همچنین مستعمره سابق هلند در سورینام، که موسیقی کاسکو را با موفقیت زیادی به جزایر صادر کرده است، ارتباط نزدیکی دارد. کوراسائو و بونیر احتمالاً فعال‌ترین و شناخته‌شده‌ترین صحنه‌های موسیقی را دارند. کوراکائو به خاطر نوعی موسیقی به نام تومبا شناخته شده است که نام خود را از طبل‌های کنگا که آن را همراهی می‌کنند، گرفته است.

## کاباره
هلندی‌ها نسخه متمایز خود از هنر کاباره را دارند، با مضامین فراگیر و با هدف برانگیختن فکر، و گاهی اوقات احساسات و همچنین خنده. این نمونه در اجراکنندگانی مانند ویم کان و تون هرمنس در دهه ۱۹۶۰ و دهه ۱۹۷۰ و بعداً با هنرمندانی مانند یوپ فان هک، فریک دیونگ، هرمن ون وین، تئو ماسن، کلودیا دو بری، دولف یانسن، بریخیت کاندوروپ، هانس تیوون و هرمان فینکرز به فرهنگی غنی تبدیل شد.

### فیلم
برخی از فیلم‌های هلندی - عمدتاً توسط کارگردان پل ورهوفن - توزیع و شناخت بین‌المللی دریافت کرده‌اند، مانند «راحت‌الحلقوم» (۱۹۷۳)، «سرباز اورانیه» (۱۹۷۵)، «اسپترس» (۱۹۸۰) و «مرد چهارم» (۱۹۸۳). ورهوفن سپس به کارگردانی فیلم‌های بزرگ هالیوود مانند «پلیس آهنی» و «غریزه اصلی» پرداخت و در سال ۲۰۰۶ با فیلم هلندی «کتاب سیاه» بازگشت.
از دیگر کارگردانان مشهور هلندی می‌توان به یان ده بونت (سرعت)، دیک ماس (آسانسور)، فونس رادماکرس (حمله)، مستندساز برت هانسرا و یوریس ایونس اشاره کرد. کارگردان تئودور ون گوگ در سال ۲۰۰۴ زمانی که در خیابان‌های آمستردام به قتل رسید، به شهرت بین‌المللی دست یافت.
بازیگران هلندی موفق در سطح بین‌المللی عبارتند از فامکه یانسن (مردان ایکس)، کاریس فن هاوتن (بازی تاج‌وتخت)، روتخر هاور (بلید رانر)، یرون کرابه و درک د لینت.

### رادیو و تلویزیون
هلند دارای یک بازار رادیو و تلویزیون توسعه‌یافته است که دارای چندین پخش‌کننده تجاری و غیرتجاری است. برنامه‌های تلویزیونی وارداتی و همچنین مصاحبه‌های با پاسخ به زبان خارجی، تقریباً همیشه با صدای اصلی و زیرنویس نمایش داده می‌شوند. تنها استثنا نمایش‌های کودکان است.
صادرات تلویزیونی از هلند اغلب به شکل قالب‌ها و فرنچایزهای خاص صورت می‌گیرد، به ویژه از طریق شرکت تولید تلویزیونی فعال بین‌المللی اندمول، که توسط غول‌های رسانه گروهی هلندی، جان د مول جونیور و یوپ فان‌دن اِنده تأسیس شده است. اندمول که دفتر مرکزی آن در آمستردام است، حدود ۹۰ شرکت در بیش از ۳۰ کشور دارد. اندمول و شرکت‌های تابعه آن، فرنچایزهای رئالیتی شو، استعدادیابی و بازی را در سراسر جهان ایجاد و اجرا می‌کنند، از جمله «بیگ برادر»، «Deal or No Deal»، «۱۰۰ علیه یک» و «صدا».
دو مورد از بزرگ‌ترین رویدادهای رادیویی سالانه هلند درخواست جدی ۳اف‌ام3FM Serious Request و توپ ۲۰۰۰Top 2000 (دو هزار ترانه برتر) هستند - هر دو رویداد پخش ملی چند روزه در ماه دسامبر، با پشتیبانی سایر رسانه‌ها. هر دو رویداد هر سال بیش از نیمی از جمعیت هلند را به خود جذب می‌کنند.
«درخواست جدی» یک جمع‌آوری کمک مالی برای نهضت بین‌المللی صلیب سرخ و هلال احمر است که هفته قبل از کریسمس در ایستگاه موسیقی پاپ ۳اف‌ام برگزار می‌شود و به یک فرنچایز بین‌المللی تبدیل شده است که هشت کشور دیگر آن را پذیرفته‌اند.
«توپ ۲۰۰۰» یک پخش یکپارچه از ۲۰۰۰ آهنگ محبوب تمام دوران در ایستگاه رادیو ۲ از ظهر ۲۵ دسامبر کریسمس تا نیمه شب شب سال نو است.

## سبک زندگی

### مدیریت شهری
هلند کشوری با تراکم جمعیت بالا است و تقریباً یک سوم از خاک آن زیر سطح دریا قرار دارد و باید از آن در برابر طبیعت محافظت کرد. این امر منجر به رویکردی منطقی و جمعی به برنامه‌ریزی مکانی، به ویژه مدیریت آب شده است.
در برنامه‌ریزی شهری، این موارد مشاهده می‌شود:
- حفظ مالکیت عمومی بر بیشتر زمین‌ها در برخی از شهرها از طریق روش اجاره زمین (به هلندی: erfpacht)، که توسعه جامع را تسهیل می‌کند و افزایش قیمت زمین را اجتماعی می‌کند؛
- ارائه گسترده مسکن دولتی از طریق انجمن مسکن، به همراه مالکیت خصوصی؛
- تحرک منطقی، از جمله شبکه متراکم راه‌آهن و از دهه ۱۹۷۰، اط طریق ایجاد بهترین زیرساخت دوچرخه‌سواری جهان. در هلند تقریباً همه به‌طور معمول دوچرخه‌سواری می‌کنند و دوچرخه‌سواری در سطح کشور ۲۷ درصد از کل رفت‌آمدهای شهری و روستایی را به خود اختصاص داده است.[۱۶]

هلندی‌ها از خودنمایی و به رخ کشیدن تفاوت‌های طبقاتی و مالی پرهیز می‌کنند و سلسله مراتب قدرت در جامعهٔ آنها چندان پررنگ نیست. آن‌ها از یک سو، لزوم پیروی از قانون را می‌پذیرند و از سوی دیگر، به تفاوت‌ها احترام می‌گذارند و برای حریم خصوصی افراد ارزش قائلند.
از آنجایی که جغرافیای هلند سرزمینی است پرآب، فرهنگ دریانوردی در این کشور جایگاه ویژه‌ای دارد.

### آداب و سنن

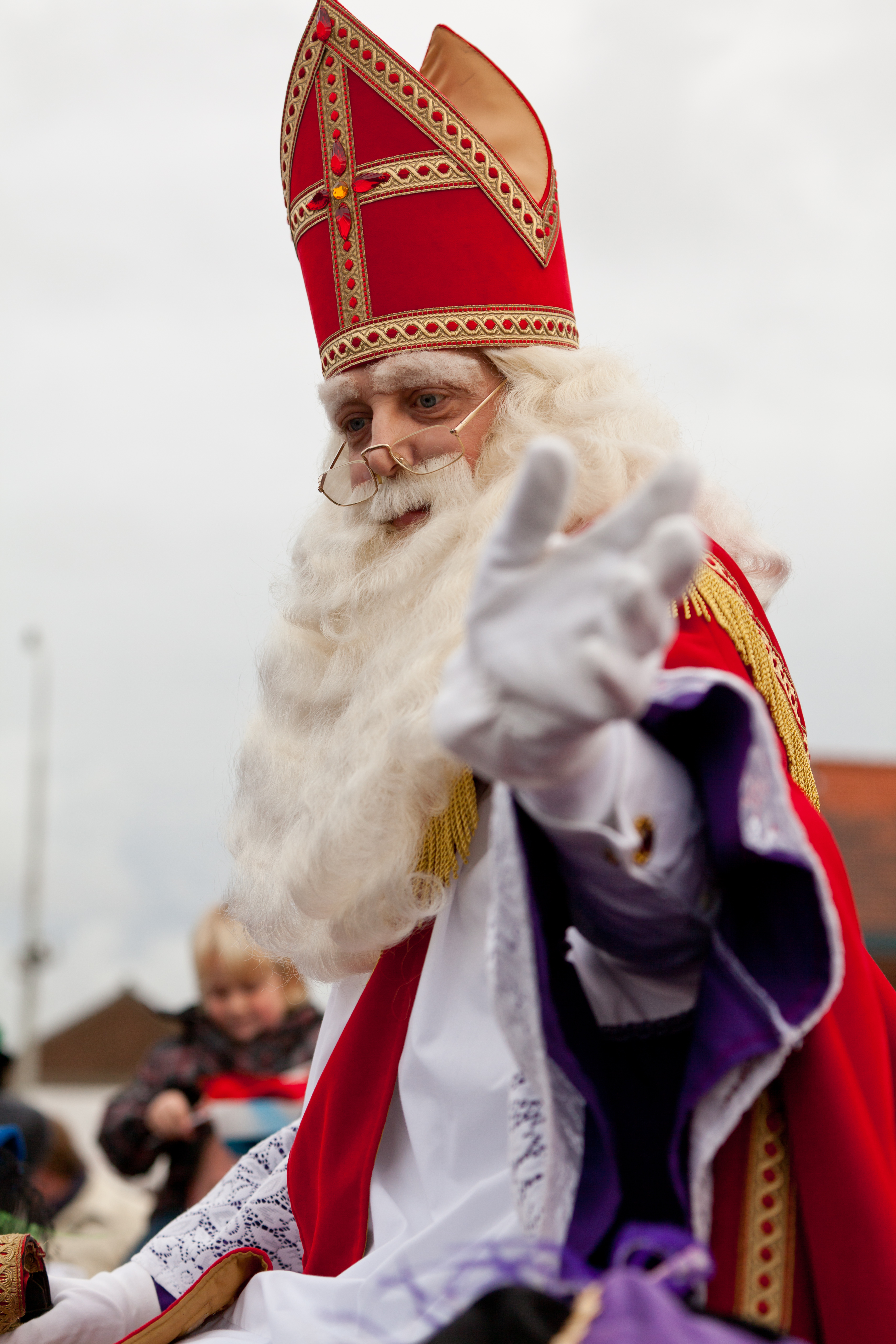
سنت نیکلاس هلندی

یکی از جشن‌های سنتی مهم در هلند، سینترکلاس یا همان «نیکلاس قدیس» است. این جشن در غروب روز ۵ دسامبر، یعنی شب تولد این قدیس، به ویژه در خانواده‌هایی که بچه‌های کوچک دارند، برگزار می‌شود. سینترکلاس همدمی به نام پیتر سیاهZwarte Piet دارد که قابل مقایسه با حاجی فیروز سنت نوروزی ایران است. پیتر سیاه، در سال‌های اخیر به دلیل ظاهری او که یادآور دوران برده‌داری است، مورد انتقاد قرار گرفته است. در ایالات متحده، شخصیت اصلی هلندی «سینترکلاس» با «پدر کریسمس» ادغام شده و به بابا نوئل تبدیل شده است. با این حال، در هلند، هدیه دادن در کریسمس نیز در دهه‌های اخیر محبوبیت پیدا کرده است، هرچند سینترکلاس محبوبیت بسیار بیشتری دارد.
تعطیلات ملی در ۲۷ آوریل با روز پادشاهKoningsdag به افتخار تولد پادشاه جشن گرفته می‌شود. اگر این روز یکشنبه باشد، به شنبه منتقل می‌شود. این روز به خاطر پهن کردن بساط‌های خیابانیvrijmarkt خود شناخته می‌شود، که در آن بسیاری از هلندی‌ها در سراسر کشور وسایل دست دوم خود را می‌فروشند. این روز همچنین فرصتی برای «نارنجی‌شیفتگی»oranjegekte است که هلندی‌ها برای ابراز احساس نسبت به رنگ ملی کشور خود یعنی نارنجی، لباس و کلاه‌گیس‌هایی به این رنگ می‌پوشند و وسایلی به رنگ نارنجی همراه می‌آورند.
روز جهانی حیوانات از سال ۱۹۲۹ برگزار می‌شود، که عمدتاً توسط کودکان هلند جشن گرفته می‌شود. این روز به اندازه روز مادر و روز پدر شناخته شده است.

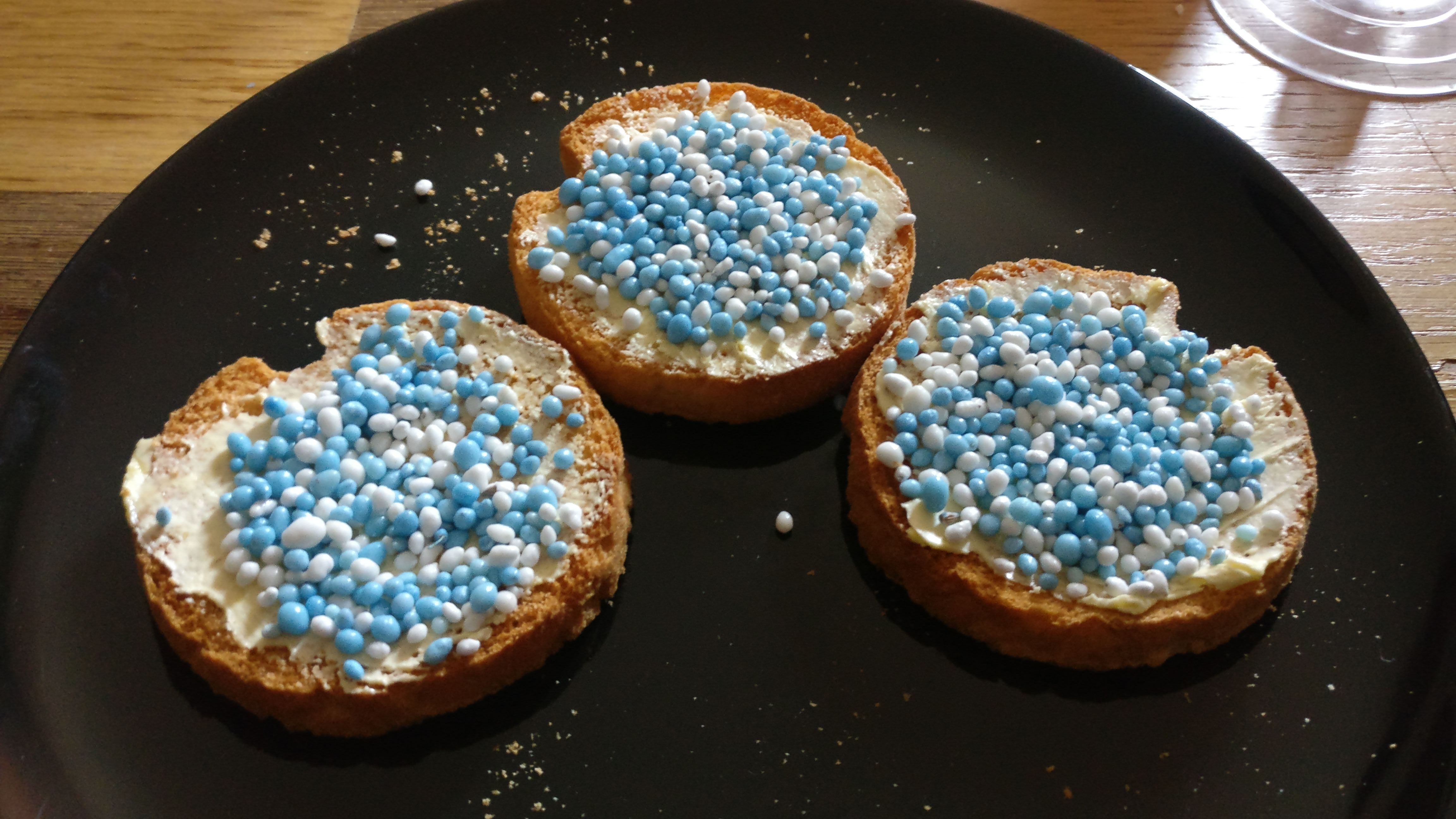
بِسخایت با مایشیه‌ها به رنگ آبی

یک سنت رایج در هلند، خوردن «بیسکویت با موشی» (بسخایت مت مایشیسbeschuit met muisjes» برای بازدیدکنندگان از نوزاد تازه متولد شده و مادرش است. «بِسخایت» نوعی بیسکویت خاص هلندی است و «مایشیه‌ها» (موشی‌ها) دانه‌های بادیان رومی شیرین شده هستند. این خوراکی به عنوان یک نماد جشن و خوشامدگویی به نوزاد جدید در خانواده‌های هلندی سرو می‌شود. در قدیم اعتقاد بر این بود که بادیان رومی دارای خواص درمانی است و به مادر در دوران شیردهی کمک می‌کند. «مایشیه» آبی برای نوزاد پسر و «مایشیه» صورتی برای نوزاد دختر استفاده می‌شود.
سنت‌های محلی بیشتری شامل آتش‌های بزرگ عید پاک یا جشن سنت مارتین در شب ۱۱ نوامبر است، زمانی که کودکان با فانوس کاغذی و شمع به در خانه‌ها می‌روند و در ازای گرفتن خوراکی، آواز می‌خوانند (تا حدی قابل مقایسه با سنت قاشق‌زنی ایرانی). این تعطیلات در برخی از نقاط خرونینگن، هلند شمالی و بخش جنوبی و میانی لیمبورخ و تا حدی کمتر در هلند جنوبی و زیلاند جشن گرفته می‌شود. این جشن آغاز دوره تاریکی قبل از کریسمس و روزهای طولانی زمستان را نشان می‌دهد. همین اتفاق در ۶ ژانویه با خاج‌شویان در برخی مناطق در جنوب کاتولیک هلند رخ می‌دهد. در گذشته، از فانوس‌های دست‌ساز استفاده می‌شد که از یک چغندر قند خالی‌شده ساخته می‌شدند. در برابانت شمالی، لیمبورخ و برخی از مناطق دیگر هلند، مردم کارناوال را مشابه کارناوال در راینلند آلمان و فلاندر بلژیک جشن می‌گیرند.

### آشپزی
آشپزی هلندی تنوع زیادی ندارد، اما از منطقه‌ای به منطقه دیگر تفاوت‌های زیادی در آن مشاهد می‌شود؛ مثلاً مناطق جنوبی هلند با منطقه فلاندر بلژیک غذاهای مشترکی دارند. آشپزی هلندی جنوبی تنها منطقه‌ای است که یک «آشپزی رستورانی سطح بالا» را توسعه داده است، چون تحت تأثیر آشپزی آلمانی و آشپزی فرانسوی قرار گرفته و پایه اکثر رستوران‌های سنتی هلندی را تشکیل می‌دهد.
غذای هلندی معمولاً سبزیجات بیشتر از گوشت دارد. لبنیات هم خیلی مصرف می‌شود و پنیرهای هلندی با پنیرهای معروفی مثل پنیر گودا، پنیر ادامر و پنیر لیدن در جهان مشهورند. شیرینی هلندی بسیار متنوع است و به مقدار زیاد خورده می‌شود. در گذشته شراب و می‌گساری در آشپزی سنتی هلندی جایی نداشت (اما این در دهه‌های اخیر در حال تغییر است). به‌طور سنتی، هلندی‌ها انواع زیادی آبجو و آشامیدنی‌های الکلی قوی مانند ینیفر و برندی دارند.
هلندی‌ها انواع شیرینی و کلوچه دارند که بسیاری از آنها با خمیر بادام، بادام و شکلات پر شده‌اند. انواع پای و کیک مختلف را می‌توان یافت، به ویژه در استان‌های جنوبی. یک کیک لیمبورخی به نام «فلای»vlaai در هلند محبوب است.

### ورزش
فوتبال محبوب‌ترین ورزش در هلند است. تیم‌ها و باشگاه‌های فوتبال برجسته هلندی عبارتند از: باشگاه فوتبال آژاکس آمستردام (تأسیس در سال ۱۹۰۰)، باشگاه فوتبال فاینورد (تأسیس در سال ۱۹۰۸) و باشگاه ورزشی پی‌اس‌وی آیندهوون (تأسیس در سال ۱۹۱۳). تلفظ درست این نام‌ها در هلندی به ترتیب این است: آیاکس، فَیِه‌نورد و اَیندهوفِن.
اسکیت سرعت نیز در هلند تقریباً به اندازه فوتبال محبوبیت دارد، به‌ویژه در مناطق شمالی که کودکان از سنین پایین اسکیت‌سواری را یادمی‌گیرند. اسکیت مسافت طولانی و مسابقات چندگانه از رشته‌های محبوب و موفق هلندی‌ها هستند و در تاریخ مسابقات جهانی، قهرمان ۱۰ کیلومتر همیشه یک هلندی بوده است. از ورزشکاران برجسته این رشته می‌توان به سون کرامر، رینچه ریتسما و آرد اسخنک اشاره کرد.
شنا، هاکی روی چمن، جودو و دوچرخه‌سواری از دیگر ورزش‌های محبوب در هلند هستند.
«کُرفبال» یک ورزش خاص هلندی است که مختلط بوده و دختران و پسران در کنار هم آن را بازی می‌کنند. این ورزش که در هلند ابداع شده، امروزه در کشورهایی نظیر بلژیک، آلمان و ژاپن نیز طرفدار دارد. در مسابقات قهرمانی جهانی کرفبال تیم هلند به جز یک بار در همه موارد پیروز شده است.